# Cantó de Le Mans-Centre
El cantó de Le Mans-Centre és un cantó francès del departament de Sarthe, situat al districte de Le Mans. Compta amb part del municipi de Le Mans.

## Municipis
- Le Mans (comprèn el centre de la vila amb l'alcaldia, la catedral i el museu)

## Història
| Data d'elecció                           | Identitat           | Partit                     | Qualitat |
| ---------------------------------------- | ------------------- | -------------------------- | -------- |
| 1945-1949                                | M. Mordret          | MRP                        |          |
| 1949-1961                                | André Gaubert       | UNR                        |          |
| 1961-1965                                | Jacques Dubois      | MRP                        |          |
| 1965-1967                                | Christiane Dubois   | Divers droite              |          |
| 1967-1973                                | Jean-Yves Chapalain | UDR                        |          |
| 1973-2004                                | Jacques Dorise      | Divers droite, després UDF |          |
| 2004-                                    | Véronique Rivron    | divers droite, després UMP |          |
| les dades anteriors no són pas conegudes |                     |                            |          |
|                                          |                     |                            |          |

## Demografia
| A partir de 1990: Població sense dobles comptes |